# Seiwa
Cesarz Seiwa (jap. 清和天皇 Seiwa tennō; ur. 25 marca 850, zm. 4 grudnia 880) – 56. cesarz Japonii, według tradycyjnego porządku dziedziczenia.
Przed wstąpieniem na tron nosił imię książę Korehito (jap. 惟仁親王 Korehito shinnō).
Seiwa panował w latach 858-876.
W 876 r. abdykował i został mnichem buddyjskim. Zmarł w 880 r.
Mauzoleum cesarza Seiwa znajduje się w Kioto. Nazywa się ono Mizu no oyama no misasagi.